# ポール・ニューマンの 女房万歳!
『ポール・ニューマンの 女房万歳!』（ - にょうぼうばんざい、Rally 'Round the Flag, Boys!）は、マックス・シャルマンの小説を原作とし、レオ・マッケリーが監督した1958年のアメリカ合衆国の映画である。ポール・ニューマンとジョアン・ウッドワードが実生活と同じく夫婦役を務めている。20世紀フォックスが配給した。原題は「自由の喊声」の歌詞から来ている。
日本では劇場公開されず、WOWOWにより放送された。

## キャスト
- ハリー・バナーマン - ポール・ニューマン
- グレイス・オグルソープ・バナーマン - ジョアン・ウッドワード
- アンジェラ・ホッファ - ジョーン・コリンズ
- ホクシー大佐 - ジャック・カーソン
- グラディ・メトカーフ - ドウェイン・ヒックマン（英語版）： カムフォートの求婚者。
- カムフォート・グッドパスチュア - チューズデイ・ウェルド
- W・A・ソーンウォルド准将 - ゲイル・ゴードン
- オーピー伍長 - トム・ギルスン（英語版）
- アイザック・グッドパスチュア - O・Z・ホワイトヘッド（英語版）： カムフォートの父親。
- ピーター・バナーマン - スタンリー・リヴィングストン（英語版）
- ウォルド・パイク - パーシー・ヘルトン（英語版）： 配管工。
- オスカー・ホッファ - マーヴィン・ヴァイ

## 評価
レオ・マッケリーは本作により全米監督協会賞にノミネートされた。